# 木油樹
木油樹或木油桐（拉丁學名：Aleurites montana Lour.，英文名：Wood-oil Tree），是一種原生於中國南部的落葉喬木，由於其樹齡遠較同屬植物油桐為長，因此也有千年桐的稱號。
木油樹为落叶乔木；成長高度可达12米，生長迅速。单叶互生，阔卵形，掌状脉，全缘或2－3裂，在裂口和叶柄顶端有兩枚杯狀的蜜腺；春季开白色花，雌雄异株，聚伞花序生顶端；果實形狀成三邊，有三條縱長的溝紋，表面上多有皺紋。
木油樹與油桐一樣能夠提取樹油，稱作木油，但質量遠不及油桐的桐油，因此一般只作工業用途。此外木油樹的果殼可製成活性碳。

## 外部連結
- 木油桐 Muyoutong （页面存档备份，存于） 藥用植物圖像數據庫 (香港浸會大學中醫藥學院) （中文）（英文）